# Aeropuerto Internacional Ahmed Sékou Touré
El aeropuerto internacional Ahmed Sékou Touré (IATA: CKY, OACI: GUCY), conocido como el aeropuerto internacional de Conakri-Gbessia hasta el 16 de diciembre de 2021, es un aeropuerto ubicado en Conakri, capital de la República de Guinea en el Oeste de África. Es el único aeropuerto internacional del país.
La terminal del aeropuerto está dividida en dos zonas, una para los vuelos domésticos y la otra para los vuelos internacionales. El aeropuerto atiende a numerosas aerolíneas de África Occidental como Air Ivoire, Benin Golf Air y Slok Airlines, así como aerolíneas del norte de África y Europa como Brussels Airlines, Air France y Royal Air Maroc.

## Instalaciones

### Equipaje y aduana
Debido a los fallos de las máquinas de rayos X, los agentes de aduanas suelen inspeccionar las maletas manualmente. Todos los extranjeros tienen la obligación de portar un visado guineano y una tarjeta de vacunación.[cita requerida]

### Uso estudiantil
El estacionamiento del aeropuerto es también un destino muy famoso entre los estudiantes en preparación de exámenes, puesto que es uno de los pocos lugares del país que son gratuitos y siempre iluminados por farolas eléctricas.

## Estadísticas de pasajeros
Ver fuente y consulta Wikidata.

## Aerolíneas y destinos
| Aerolíneas          | Destinos                        |
| ------------------- | ------------------------------- |
| Air France          | París (Directo o vía Nuakchot)  |
| Air Ivoire          | Abiyán                          |
| ASKY Airlines       | Abiyán, Bámako, Lomé            |
| Brussels Airlines   | Banjul, Bruselas (vía Banjul)   |
| CanaryFly           | Gran Canaria (carga)            |
| Emirates            | Dakar                           |
| Ethiopian Airlines  | Abiyán, Adís Abeba (vía Abiyán) |
| Mauritania Airlines | Abiyán, Dakar, Freetown         |
| Rossiya             | Dakar                           |
| Royal Air Maroc     | Casablanca                      |
| Senegal Airlines    | Dakar                           |
| TAP Portugal        | Lisboa                          |
| Tunisair            | Túnez                           |

## Galería

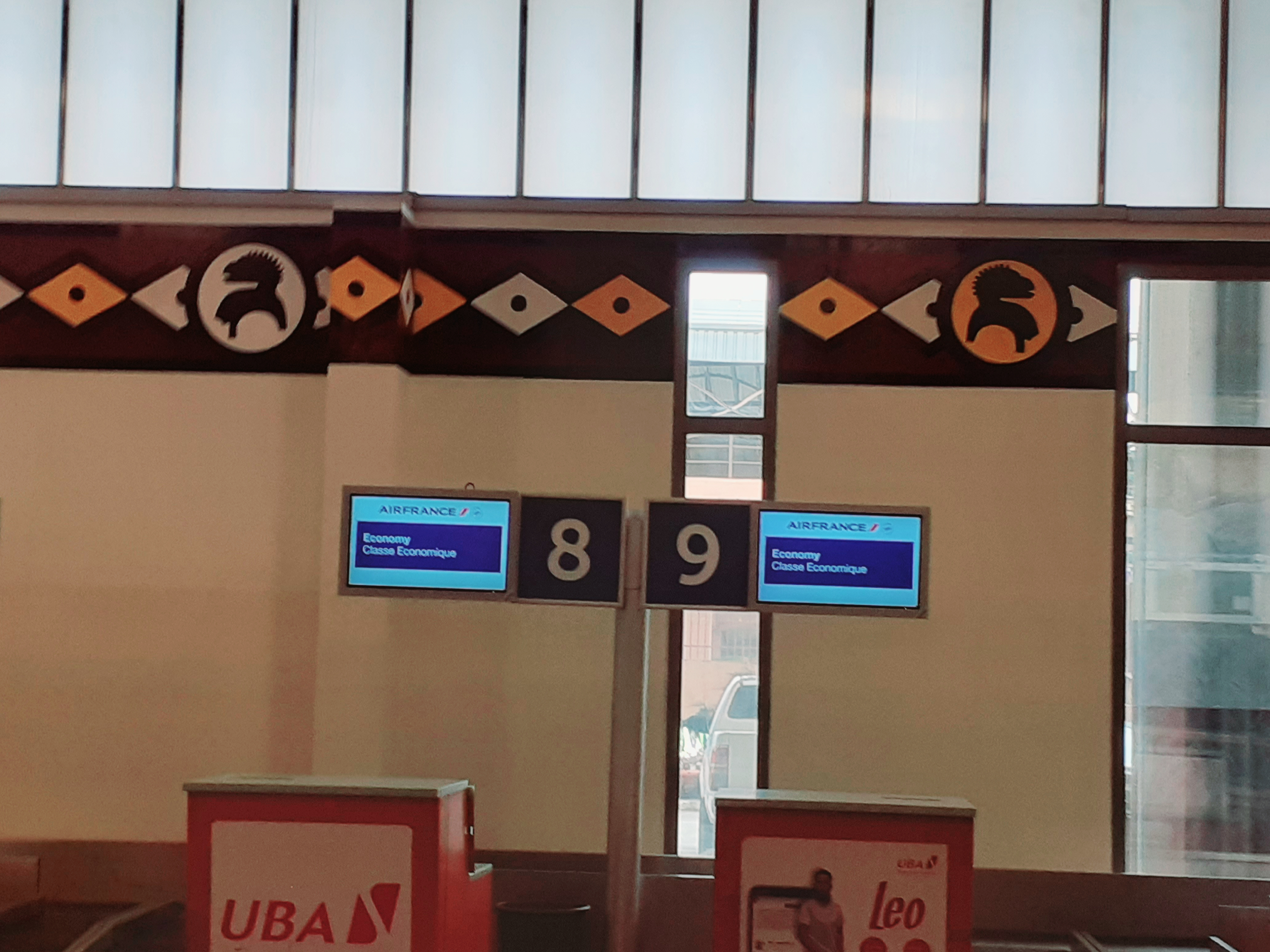
Mostradores de facturación en el aeropuerto.
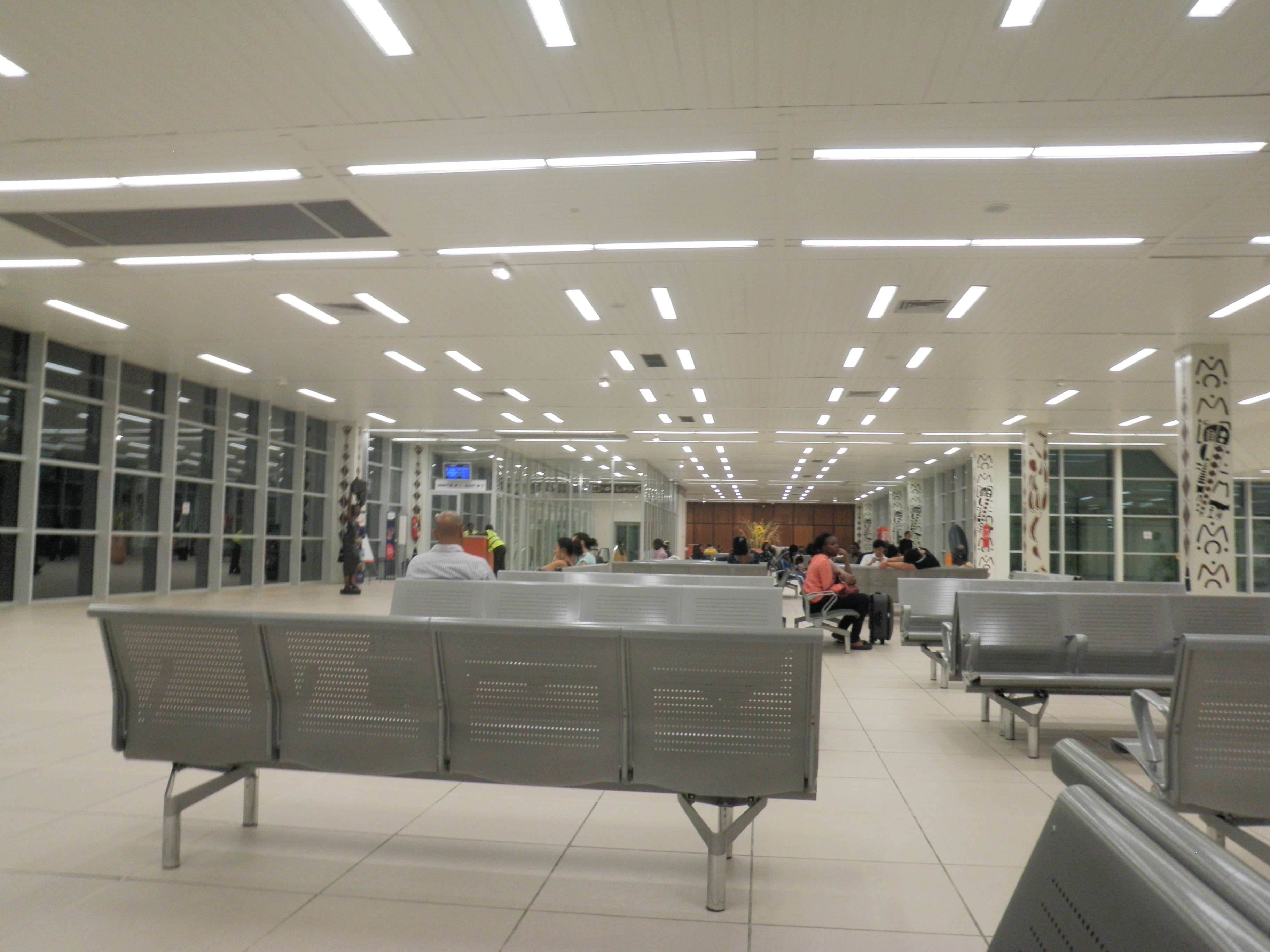
Sala de abordaje dentro de la terminal.
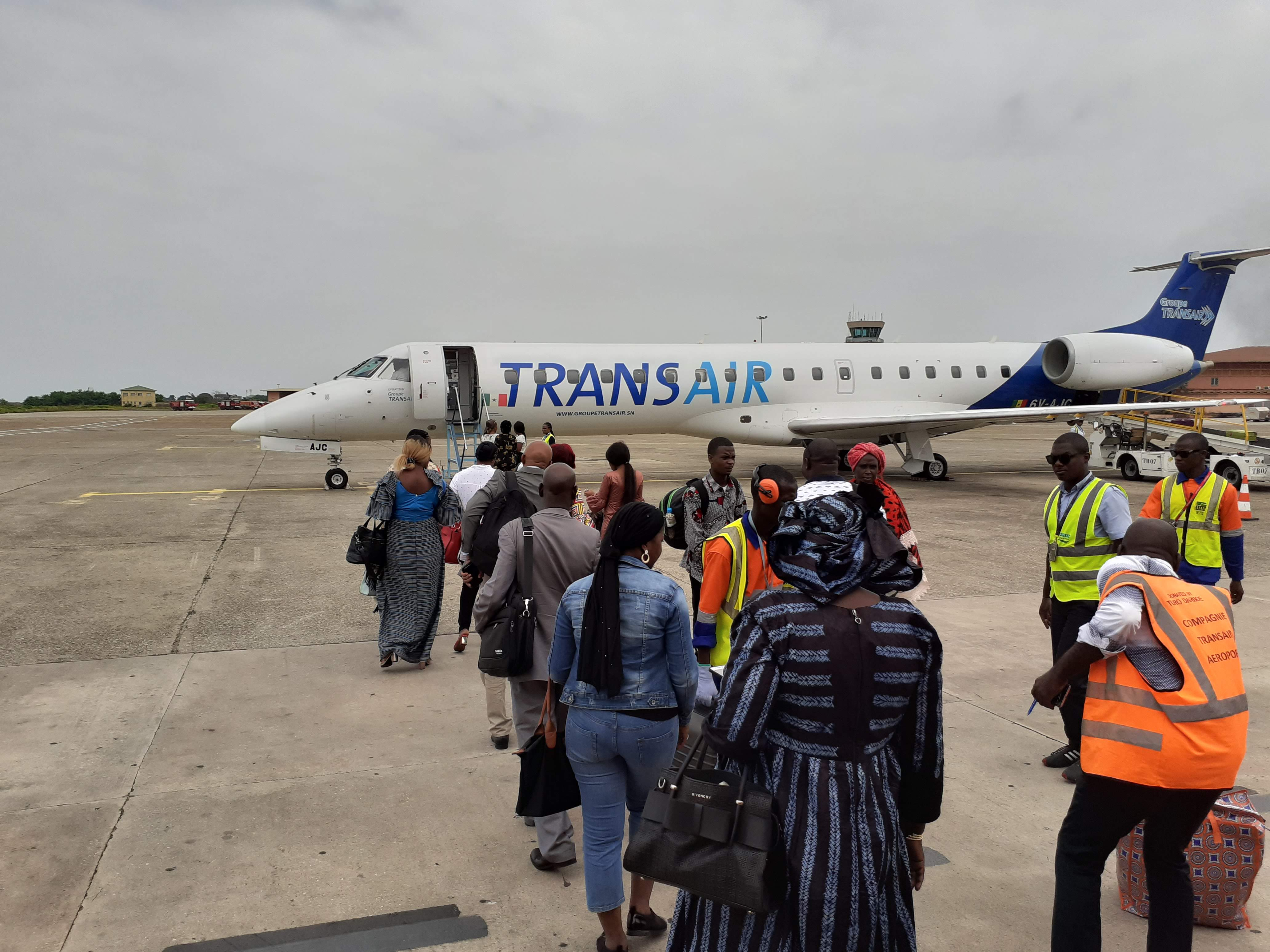
Abordaje de un vuelo de Trans Air en el aeropuerto de Conakri con destino a Dakar (Senegal).